# Wahlkreis Mitte 7
Der Wahlkreis Mitte 7 ist ein Abgeordnetenhauswahlkreis in Berlin. Er gehört zum Wahlkreisverband Mitte und umfasst das Gebiet des Ortsteils Gesundbrunnen südlich der Ringbahn sowie den Sprengelkiez und das Gebiet um den Leopoldplatz.
Der Wahlkreis entstand zur Wahl 2001 neu. Bei der Wahl 2006 wurde er wieder aufgelöst, jedoch zur Wahl 2016 wiedererrichtet.

## Abgeordnetenhauswahl 2023
Bei der Wahl zum Abgeordnetenhaus von Berlin 2023 traten folgende Kandidaten an:
| Name                              | Partei           | Anteil der Erststimmen | Anteil der Zweitstimmen |
| --------------------------------- | ---------------- | ---------------------- | ----------------------- |
| Laura Neugebauer                  | Grüne            | 30,1 %                 | 28,5 %                  |
| Daniela Fritz                     | CDU              | 19,3 %                 | 17,8 %                  |
| Maja Lasić                        | SPD              | 18,4 %                 | 16,4 %                  |
| Tobias Schulze                    | Die Linke        | 17,5 %                 | 17,6 %                  |
| Michael Wehlus                    | AfD              | 05,4 %                 | 05,6 %                  |
| Marie-Florence Mahwera            | FDP              | 03,1 %                 | 03,5 %                  |
| Josepha Aust                      | Tierschutzpartei | 02,6 %                 | 02,2 %                  |
| Frank Siegel                      | Die PARTEI       | 02,3 %                 | 01,8 %                  |
| Katja Lindemann                   | dieBasis         | 00,9 %                 | 00,6 %                  |
| Roland Schnell                    | ÖDP              | 00,1 %                 | 00,1 %                  |
| –                                 | Team Todenhöfer  | –                      | 01,4 %                  |
| –                                 | Volt             | –                      | 01,2 %                  |
| –                                 | Sonstige         | –                      | 03,3 %                  |
| Wahlberechtigte: 28.271 Einwohner |                  |                        |                         |
| Wahlbeteiligung: 50,8 %           |                  |                        |                         |

## Abgeordnetenhauswahl 2021
Bei der im Nachhinein für ungültig erklärten Wahl zum Abgeordnetenhaus von Berlin 2021 traten folgende Kandidaten an:
| Name                              | Partei           | Anteil der Erststimmen | Anteil der Zweitstimmen |
| --------------------------------- | ---------------- | ---------------------- | ----------------------- |
| Laura Neugebauer                  | Grüne            | 28,1 %                 | 25,0 %                  |
| Maja Lasić                        | SPD              | 23,8 %                 | 19,9 %                  |
| Tobias Schulze                    | Die Linke        | 18,7 %                 | 18,6 %                  |
| Daniela Fritz                     | CDU              | 11,1 %                 | 10,0 %                  |
| Marie-Florence Mahwera            | FDP              | 05,2 %                 | 05,3 %                  |
| Michael Wehlus                    | AfD              | 05,1 %                 | 05,0 %                  |
| Frank Siegel                      | Die PARTEI       | 03,0 %                 | 02,4 %                  |
| Josepha Aust                      | Tierschutzpartei | 02,9 %                 | 01,8 %                  |
| Markus Binapfl                    | dieBasis         | 01,9 %                 | 01,4 %                  |
| Roland Schnell                    | ÖDP              | 00,3 %                 | 00,1 %                  |
| –                                 | Team Todenhöfer  | –                      | 03,9 %                  |
| –                                 | Volt             | –                      | 01,6 %                  |
| –                                 | Sonstige         | –                      | 05,0 %                  |
| Wahlberechtigte: 28.141 Einwohner |                  |                        |                         |
| Wahlbeteiligung: 66,8 %           |                  |                        |                         |

## Abgeordnetenhauswahl 2016
Bei der Wahl zum Abgeordnetenhaus von Berlin 2016 traten folgende Kandidaten an:
| Name                              | Partei           | Anteil der Erststimmen | Anteil der Zweitstimmen |
| --------------------------------- | ---------------- | ---------------------- | ----------------------- |
| Maja Lasić                        | SPD              | 31,5 %                 | 24,2 %                  |
| Jenny Neubert                     | Grüne            | 20,3 %                 | 20,6 %                  |
| Tobias Schulze                    | Die Linke        | 17,0 %                 | 17,7 %                  |
| Katharina Becker                  | CDU              | 12,1 %                 | 12,0 %                  |
| Michael Wehlus                    | AfD              | 10,4 %                 | 09,9 %                  |
| Josephine Dietzsch                | FDP              | 04,1 %                 | 04,4 %                  |
| Michael Konrad                    | Piraten          | 03,1 %                 | 02,6 %                  |
| Christian Fender                  | Die Violetten    | 01,0 %                 | 00,5 %                  |
| Andreas Niklaus                   | PSG              | 00,6 %                 | 00,4 %                  |
| –                                 | Die PARTEI       | 0–                     | 03,8 %                  |
| –                                 | Tierschutzpartei | 0–                     | 01,5 %                  |
| –                                 | Sonstige         | 0–                     | 02,4 %                  |
| Wahlberechtigte: 27.437 Einwohner |                  |                        |                         |
| Wahlbeteiligung: 55,9 %           |                  |                        |                         |

## Abgeordnetenhauswahl 2001
Bei der Wahl zum Abgeordnetenhaus von Berlin 2001 traten folgende Kandidaten an:
| Name            | Partei | Anteil der Erststimmen |
| --------------- | ------ | ---------------------- |
| Bernd Schimmler | SPD    | 41,6 %                 |
| Stephan Tromp   | CDU    | 32,6 %                 |
| Wolfgang Krüger | PDS    | 09,7 %                 |
| Martin Beck     | Grüne  | 08,8 %                 |
| Binali Turan    | FDP    | 07,3 %                 |

## Bisherige Abgeordnete
Direkt gewählte Abgeordnete des Wahlkreises Mitte 7:
| Jahr | Name             | Partei | Anteil der Erststimmen |
| ---- | ---------------- | ------ | ---------------------- |
| 2023 | Laura Neugebauer | Grüne  | 30,1 %                 |
| 2021 | Laura Neugebauer | Grüne  | 28,1 %                 |
| 2016 | Maja Lasić       | SPD    | 31,5 %                 |
| 2001 | Bernd Schimmler  | SPD    | 41,6 %                 |